# Holzgas

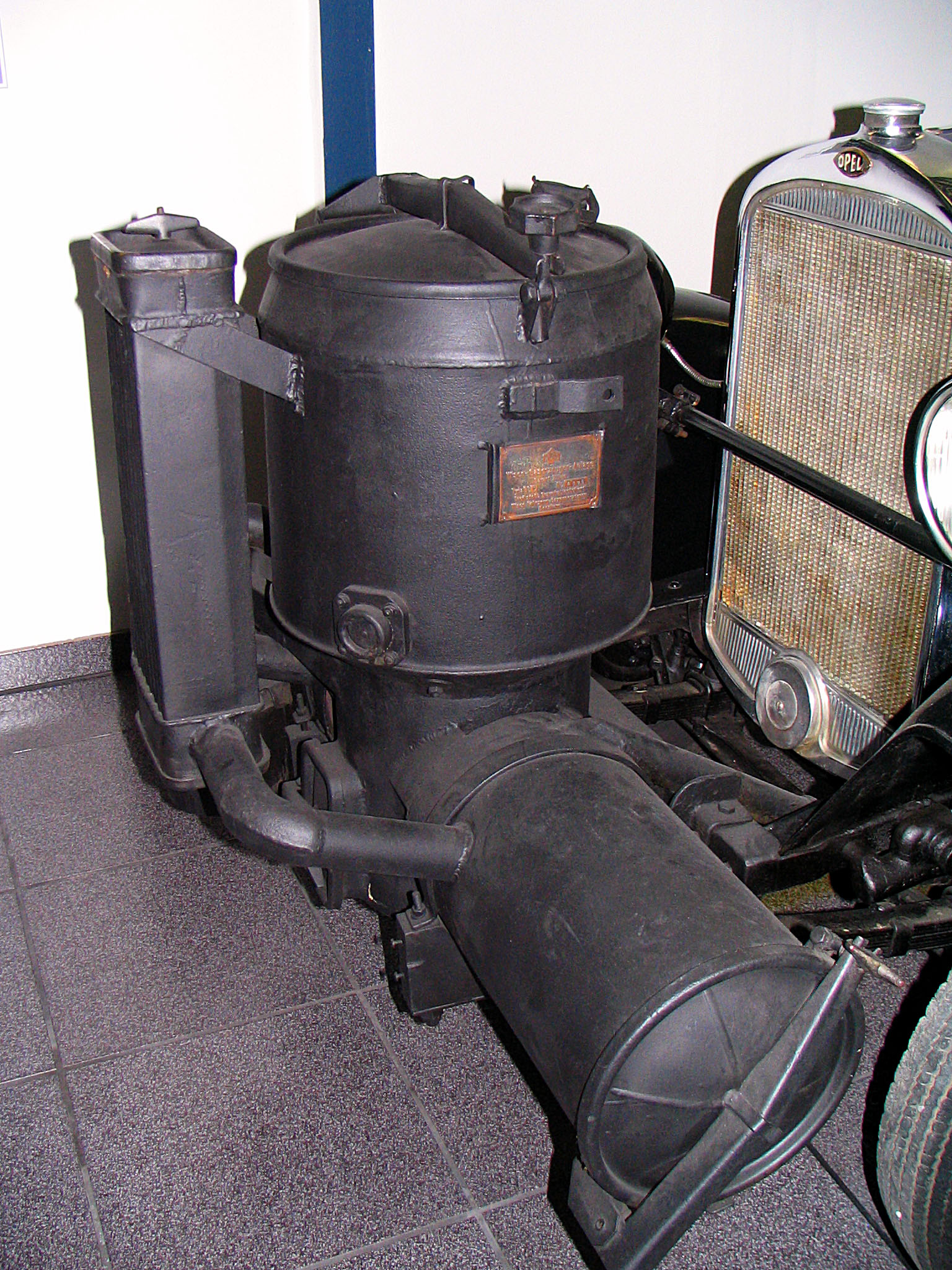
Holzvergaser an einem Opel P4 (1940)

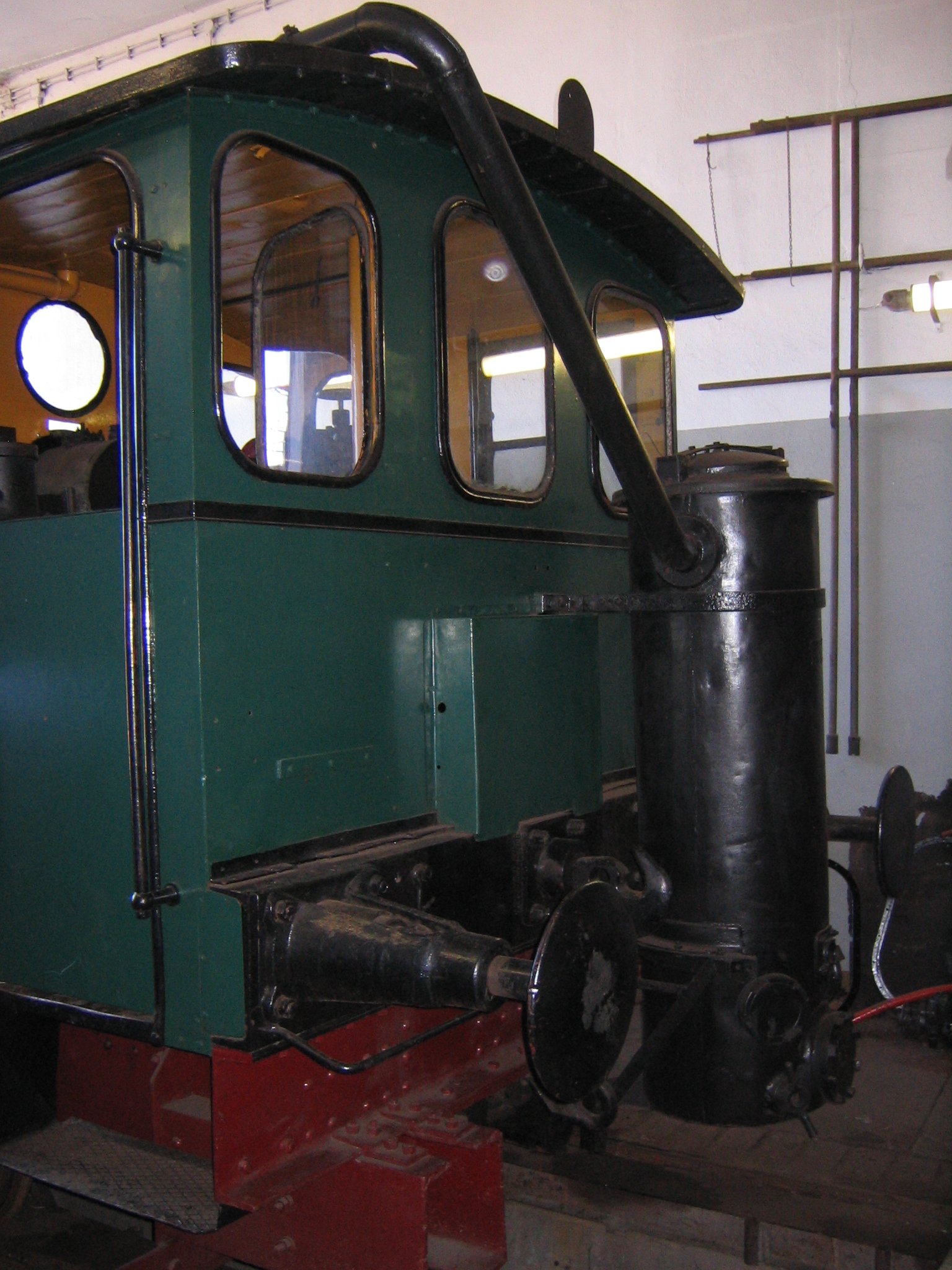
Holzvergaserlokomotive im Bayerischen Eisenbahnmuseum in Nördlingen. Das Fahrzeug wurde 1916 von Deutz für den Benzolbetrieb gebaut und 1935 von Imbert in Köln umgebaut

Holzgas ist ein brennbares Gas, das sich aus Holz gewinnen lässt; es wird in Holzvergasern erzeugt.

## Geschichte

### Holzvergaser als Kraftstoffquelle
Insbesondere in Kriegs- und Krisenzeiten mit Treibstoffmangel wurden Fahrzeuge teilweise in Eigeninitiative mit einem improvisierten Holzvergaser ausgestattet. Auch die Deutsche Reichsbahn erprobte den Einsatz von Holzvergasern an Rangierlokomotiven der Baureihe Köf II in den 1930er- und 1940er-Jahren (siehe auch: Gasmotor).
Ende des Zweiten Weltkriegs gab es in Deutschland etwa 500.000 Generatorgaswagen oder Holzgaswagen. Nach einer anderen Quelle gab es 1940 mehrere Millionen Holzvergaser-Kraftfahrzeuge, sie waren für LKW und Busse vorgeschrieben, zu ihrem Betrieb bedurfte es eines speziellen Befähigungsnachweises.  Zu ihrer Versorgung diente die dem Reichsministerium für Bewaffnung und Munition unterstellte Generatorkraft – Aktiengesellschaft für Tankholz und andere Generatorkraftstoffe mit ihren zugehörigen Tankstellen.
In der Sowjetunion wurden mit Holzvergasern ausgerüstete Lastwagen in Großserie gebaut, insbesondere die Modelle ZIS-21 (auf dem ZIS-5 basierend) sowie der GAZ-42, von dem in den Jahren 1939 bis 1946 knapp 35.000 Exemplare produziert wurden. Grund war, dass insbesondere im hohen Norden der Sowjetunion die Treibstoffversorgung in den 1930er- und 1940er-Jahren noch nicht gesichert war.
Das speziell für die Holzvergasung getrocknete und in die richtige Größe zerkleinerte Holz wurde als Tankholz bezeichnet und in sogenannten Tankholzwerken produziert und bevorratet.
Im liechtensteinischen Schaanwald gibt es ein Privatmuseum mit rund 70 Holzgas-Fahrzeugen vom Motorrad bis zur Zugmaschine. Die Oldtimer sind fahrtüchtig und werden von Zeit zu Zeit bewegt, wobei Abfälle einer Möbelfabrik als Brennstoff benutzt werden.
In Nordkorea werden etliche Lastwagen auch im 21. Jahrhundert noch immer mit Holzgas betrieben, da Erdölprodukte wegen der Sanktionen der westlichen Länder knapp sind.

## Perspektiven
Im Rahmen der Diskussion um die zunehmende Nutzung von nachwachsenden Rohstoffen zum Ende des 20. und Beginn des 21. Jahrhunderts wurde die Holzvergasung sowie die Vergasung anderer organischer Stoffe, vor allem von organischen Reststoffen, zur Gewinnung von gasförmigen Brennstoffen zur Wärme- und Stromerzeugung erneut aufgegriffen und in einzelnen Demonstrationsanlagen realisiert. Aufbauend auf dieser rein energetischen Nutzung wurde zudem die Nutzung des Produktgases als Rohstoff für die chemische Synthese von Biokraftstoffen und Produkten der chemischen Industrie anvisiert und soll in naher Zukunft vor allem für BtL-Kraftstoffe, Dimethylether und Methanol realisiert werden. Durch eine anschließende Methanierung und Aufbereitung kann es als Substitute Natural Gas (SNG) in das Erdgasnetz eingespeist werden. Bei hochwertigen Produktgasen, die über 50 Prozent Wasserstoff enthalten, wird auch vom sogenannten Biowasserstoff gesprochen.

## Eigenschaften
Holzgas besteht aus brennbaren Bestandteilen, hauptsächlich aus Kohlenmonoxid 34 % und Methan 13 %, sowie kleineren Anteilen von Ethylen 2 %, Wasserstoff 2 % und Harzterpenen, sowie aus nicht brennbaren Bestandteilen wie Stickstoff 1 %, Kohlendioxid 48 % und Wasserdampf. Holzgas ist mit ca. 1,5 kg/m3 schwerer als Luft unter Normalbedingungen. Der Heizwert von Holzgas beträgt etwa 8,5 MJ/m3 bei herkömmlicher autothermer Vergasung und über 12 MJ/m3 bei allothermer Vergasung.
Entsprechend der Herstellung kann die Zusammensetzung des Holzgases stark variieren. So enthält das Produktgas bei der Verwendung von Luft (21 Vol.-% Sauerstoff, 78 Vol.-% Stickstoff) einen sehr hohen Stickstoffanteil, der nicht zum Heizwert des Gases beiträgt und die Wasserstoffausbeute reduziert. Dagegen enthalten die Produktgase bei der Nutzung von Sauerstoff und Wasserdampf keinen Stickstoff und haben entsprechend einen höheren Heizwert und eine hohe Wasserstoffausbeute.

## Gasnutzung
Das in der Biomassevergasung entstehende Gas kann sowohl energetisch als auch stofflich genutzt werden.

### Energetische Nutzung durch Verbrennung
Die derzeit übliche Verwendung für das Gasgemisch der Biomassevergasung ist die motorische Nutzung (nach dem Otto- oder Diesel-Prinzip) oder die Verbrennung in entsprechenden Verbrennungsanlagen zur Erzeugung von Wärme (Dampf) und elektrischem Strom, wobei über eine Kraft-Wärme-Kopplung ein sehr hoher Wirkungsgrad der Energieumsetzung erreicht wird. Alternativ dazu könnte das Gasgemisch der Biomassevergasung in Festoxidbrennstoffzellen direkt zu Strom umgewandelt werden. Das bei der Gaskühlung anfallende Holzgaskondensat muss bei diesen Anlagen ordnungsgemäß behandelt werden, ehe es in einen Vorfluter geleitet werden kann, da es einen hohen biochemischen Sauerstoffbedarf hat.

### Nutzung als Synthesegas
Außerdem kann ein Produktgas aus Kohlenmonoxid und Wasserstoff für die chemische Synthese verschiedener Produkte als Synthesegas eingesetzt werden. Die stoffliche Nutzung von Synthesegas aus der Biomassevergasung befindet sich noch in der Entwicklung, entsprechende Anlagen finden sich derzeit nur im Labor- und Demonstrationsmaßstab. Die großtechnische Herstellung und Verwendung von CO/H2-Synthesegas findet entsprechend ausschließlich auf der Basis von Erdgas und anderen fossilen Energieträgern wie Kohle und Naphtha statt.
Bei den chemisch-technischen Nutzungsoptionen handelt es sich vor allem um die Wasserstoffherstellung und die darauf aufbauende Produktion von Ammoniak nach dem Haber-Bosch-Verfahren, die Methanolsynthese, verschiedene Oxosynthesen sowie die Produktion von Biokraftstoffen (BtL-Kraftstoffe) und anderen Produkten über die Fischer-Tropsch-Synthese:

Verfahrensschema der Herstellung von BtL-Kraftstoffen

1. in der Ammoniaksynthese nach dem Haber-Bosch-Verfahren
  - {\displaystyle \mathrm {N_{2}+3\ H_{2}\longrightarrow 2\ NH_{3}} }
2. in der Methanolsynthese
  - {\displaystyle \mathrm {CO+2\ H_{2}\longrightarrow CH_{3}OH} }
3. in der Oxosynthese
  - {\displaystyle \mathrm {R{-}CH{=}CH_{2}+CO+H_{2}\longrightarrow R{-}CH_{2}CH_{2}CH{=}O} }
4. in der Fischer-Tropsch-Synthese
  - {\displaystyle \mathrm {n\ CO+(2n+1)\ H_{2}\longrightarrow C_{n}H_{2n+2}+n\ H_{2}O} }

Neben diesen chemisch-technischen Anwendungsbereichen kann Synthesegas auch über eine Synthesegas-Fermentation biotechnologisch genutzt werden. Produkte dieser Option können beispielsweise Alkohole wie Ethanol, Butanol, Aceton, organische Säuren und Biopolymere sein. Diese Nutzung befindet sich derzeit ebenfalls noch im Entwicklungsstadium und wird entsprechend großtechnisch noch nicht genutzt.
Bei all diesen Nutzungsarten ist zu berücksichtigen, dass das Wasser als Bestandteil der Prozesskette bei einer Abkühlung des Gases kondensiert und in unterschiedlichem Umfang als Holzgaskondensat verschieden stark mit organischen Stoffen belastet ist; die sachgerechte Entsorgung dieses Abwassers (etwa 0,5 Liter pro kg Holz) ist hier im BtL-Schema als „Nebenprodukte“ aufgeführt, sie ist jedoch ein wesentlicher Bestandteil solcher Anlagen.

### Biokraftstoffe
Auch bei der Produktion von Biokraftstoffen wird das in der Vergasung entstehende Produktgas als Synthesegas in den bereits beschriebenen Syntheseprozessen genutzt. Dabei stehen sowohl gasförmige Kraftstoffe wie Biowasserstoff, Substitute Natural Gas (Methan, SNG) und Dimethylether, als auch Flüssigkraftstoffe wie Methanol und BtL-Kraftstoffe im Fokus.
Biowasserstoff wird aus dem Synthesegas über eine Dampfreformierung gewonnen, Methan kann über eine Methanierung des Gases produziert werden. Zur Herstellung von Methanol und Dimethylether wird die Methanolsynthese eingesetzt. BtL-Kraftstoffe werden über die Fischer-Tropsch-Synthese hergestellt, wobei aufgrund der Prozessparameter sowohl Benzin- wie auch Dieselfraktionen hergestellt werden können.